# بوبي جولدسميث
بوبي جولدسميث (بالإنجليزية: Bobby Goldsmith)‏ هو سباح أسترالي، ولد في 8 مارس 1946، وتوفي في 18 يونيو 1984.